# Marko Koščević
Marko Koščević (ur. 21 lutego 1990)
– chorwacki zapaśnik walczący w stylu klasycznym. Zajął trzynaste miejsce na mistrzostwach świata w 2019. Ósmy na mistrzostwach Europy w 2021 i 2022. Wicemistrz śródziemnomorski w 2011 i 2012, a trzeci w 2010 roku.